# Halichoeres chlorocephalus
Halichoeres chlorocephalus Kuiter & Randall, 1995 è un pesce di acqua salata appartenente alla famiglia Labridae.

## Distribuzione e habitat
Proviene dalle barriere coralline dell'oceano Pacifico, in particolare dalla Papua Nuova Guinea. Nuota tra i 10 e i 25 m di profondità; predilige le zone con fondali sabbiosi.

## Descrizione
Presenta un corpo allungato, leggermente compresso ai lati e con la testa dal profilo appuntito. La colorazione non ha particolari variazioni nel corso della vita del pesce: il corpo è sempre rosa pallido, talvolta tendente al grigiastro, più chiaro sul ventre e attraversato da tante sottili linee gialle orizzontali. La testa, anch'essa striata, è verde, chiara. Negli adulti le pinne pelviche sono più allungate e con il bordo blu; dello stesso colore sono i bordi di pinna anale e pinna dorsale, lunghe e basse, e due striature sulla pinna caudale. Negli esemplari giovanili le pinne sono trasparenti ma sulla pinna dorsale e sul peduncolo caudale sono presenti delle macchie nere.
La lunghezza massima registrata è di 7,5 cm.

## Biologia

### Comportamento
Nuota in banchi solitamente composti da pochi esemplari.

### Riproduzione
È oviparo e la fecondazione è esterna; non ci sono cure nei confronti delle uova.

## Conservazione
Questa specie viene classificata come "a rischio minimo" (LC) dalla lista rossa IUCN perché è abbastanza comune e non sembra essere minacciata da nessun particolare pericolo.